# 麦术丁
麦术丁（?—?），译名又作麦术督丁，元朝回回人，元世祖时中书平章政事。
元世祖至元二年（1265年）起，麦术丁历任吏部尚书、佥制国用使司事、参知尚书省事。至元九年（1272年），改任中书省参知政事，后来出任行江西宣慰使、江西行省左丞、甘肃行省左丞。至元十九年（1282年），拜为中书省右丞。至元二十一年（1284年），元世祖起用卢世荣掌管财政，他和右丞相和礼霍孙与之意见不合，于是被罢免。后来参治中书省事。至元二十三年（1286年），转任中书省右丞。至元二十四年（1287年），升任中书平章政事。他奏请重新设立尚书省，忽必烈听从。忽必烈信任桑哥，延续阿合马和卢世荣的规矩，以聚敛为能事，麦术丁非常不满。至元二十八年（1291年），他和崔彧上疏弹劾桑哥结党营私、贪污害民。桑哥失败之后，他请求免去自己中书省的职务，于是改任商议中书省事。元成宗元贞元年（1295年）他和何荣祖一起厘定选法。大德年间，元朝派麦术丁到木骨都束购买当时特产，并向使者提供足够食用两年的粮食。